# Pedro Morales (futbolista)
Pedro Andrés Morales Flores (Hualpén, Chile, 25 de mayo de 1985) es un exfutbolista profesional chileno que se desempeñaba como volante de creación. Además, fue internacional absoluto con la Selección de fútbol de Chile desde 2007 hasta 2010.

## Trayectoria

### Huachipato (2004-2007)
Pedro Morales debutó profesionalmente el año 2004, vistiendo la camiseta de Huachipato, convirtiéndose rápidamente en un jugador importante para el club. Su destacada actuación en la Copa Mundial Sub-20 de Holanda 2005 ayudó a Morales a ser fichado de Huachipato a la Universidad de Chile.

### Universidad de Chile (2007-2008)
En julio de 2007 fichó por Universidad de Chile, que compró el 60% de su pase en 450 mil dólares de cara al Torneo de Clausura 2007. El contrato lo ligaba por cuatro temporadas al club azul, durante su estadía se convirtió en el creador del equipo, gracias a sus habilidades y rapidez que le convirtieron convertirse rápidamente en figura de los azules que le permitieron jugar regularmente junto al máximo anotador de la Selección de fútbol de Chile (en ese entonces), ex Juventus y Lazio el centro delantero, Marcelo Salas. Gracias a sus goles y sus grandes actuaciones. Convirtió 13 goles en el torneo Torneo de Clausura 2007, siendo el máximo goleador de su equipo en el campeonato.

### Dinamo Zagreb (2008-2011)

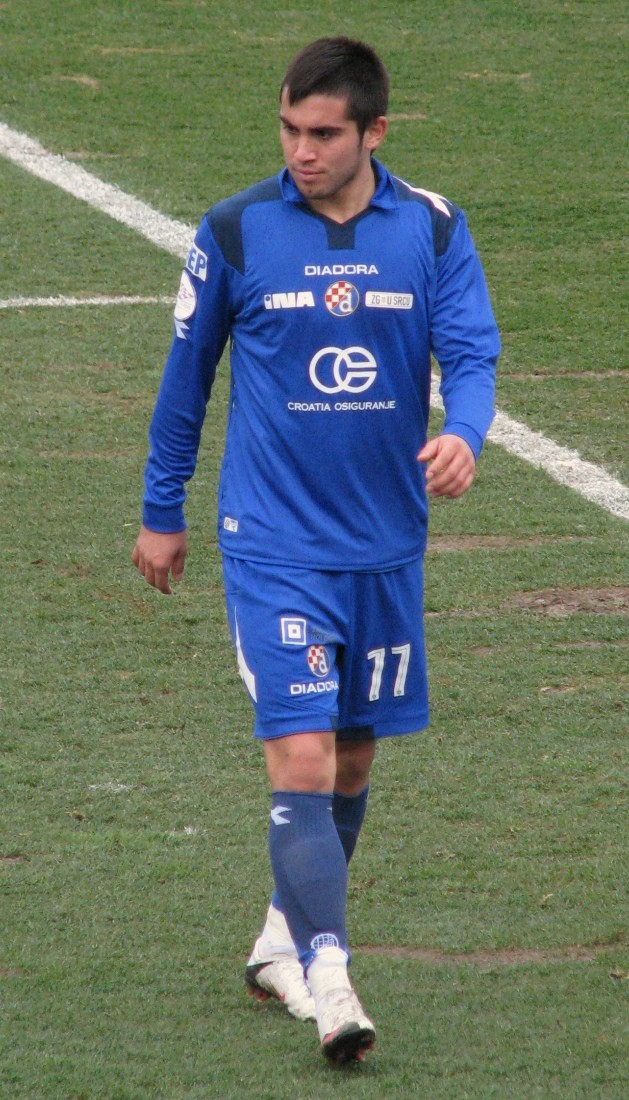
Pedro Morales jugando por Dinamo Zagreb en 2010, además este fue su primer club en el extranjero

Llegó a Europa en 2008, firmando un contrato por 5 temporadas con el Dinamo de Zagreb a cambio de 3,2 millones de dólares a las arcas azules, donde su labor principal era hacer olvidar a la anterior estrella Luka Modrić. Después de una primera temporada de actuaciones irregulares, en su segunda temporada con el club croata, pronto se estableció él mismo como uno de los principales jugadores de Dinamo. Durante su tiempo en Dinamo ayudó al club a tres títulos de liga consecutivos de Primera Liga Croata de Fútbol.
En el 2011 el jugador sufriría de constantes lesiones, que solo lo dejaron jugar 3 partidos en un año, además perdiendo su estutus en el equipo y también desapareciendo del 11 titular, esto lo haría regresar al Fútbol chileno luego de cuatro años.

### Cesión a Universidad de Chile (2012)
Luego de decepcionantes actuaciones y problemas con las lesiones, GNK Dinamo Zagreb cedió a Morales a la Club Universidad de Chile por todo el 2012, siendo presentando el 20 de enero junto a las otras incorporaciones azules Raúl Ruidíaz, Paulo Garcés, Eduardo Morante, Roberto Cereceda, Emilio Hernández y Junior Fernandes y el mismo Morales siendo presentando con la dorsal N° 10.
El 26 de enero fue se redebut con los azules en la Noche Azul en el Estadio Nacional donde la presentó a sus incorporaciones para la temporada 2012 jugando contra el equipo uruguayo Nacional el partido terminó empatado a 1. El gol del elenco universitario fue marcado por Pedro Morales, mediante tiro libre, a 10 minutos del final del partido.
El 28 de febrero anotó su primer gol en su regreso al fútbol chileno en la goleada por 4-1 sobre Cobreloa por la Fecha 1 (pendiente) del Torneo de Apertura 2012 al marcar de penal. Recuperó su mejor forma en Chile, ayudando a la "U" a conquistar el Apertura 2012 en la final tras definición a penales contra O'Higgins ganando los azules por 3-0 con gran actuación de Johnny Herrera (atajó tres penales) y de pasó lograr el primer el tricampeonato de su historia.
En el segundo semestre ya no vio tantos minutos como en el primero. Al no jugar tantos partidos, parte de titular contra Santiago Morning el 17 de octubre y marca 2 goles por la última fecha del Grupo 6 de la Copa Chile 2012-2013, partido que terminó 5-0 a favor del cuadro azul y que los clasificó a octavos de final terminando segundos en su grupo detrás de los microbuseros. Tiempo después el 29 de noviembre por los octavos de final ida de la Copa Chile 2012-13 marcó un gol desde fuera del área siendo el resultado final 3-0 ante la Universidad de Concepción.
Jugó sólo 6 partidos por el Torneo de Clausura y no anotó, mientras que la Copa Chile jugó 5 encuentros anotando en 5 ocasiones y no vio acción en los torneos internacional ni en la segunda fase de la Copa Libertadores, ni Copa Sudamericana 2012 ni tampoco la Copa Suruga Bank 2012 ante Kashima Antlers y eso lo llevó a otro préstamo, esta vez de regreso a Europa donde se unió al Málaga CF.

### Málaga (2013-2014)
Tras acabar su cesión y quedar libre, firmó por el Málaga el 31 de enero de 2013, donde se le asignó el dorsal número catorce. Debutó oficialmente el 9 de marzo del mismo año contra el Real Valladolid, esto tras reemplazar en el minuto setenta y siete a Lucas Piazón. A fin de mes, el 30 de marzo, marcó su primer gol con la camiseta malagueña en la victoria por 1-3 ante Rayo Vallecano, en un encuentro en el que además entregó dos asistencias. A la semana siguiente, volvió a anotar en la derrota por 4-2 ante la Real Sociedad. En la última jornada de la liga, marcó el único gol de su equipo en la derrota por 1-4 frente al Barcelona.
Tras convertir durante la temporada tres goles en siete partidos, la dirigencia del club español hizo efectiva la opción de compra por el pase del jugador y extendió su contrato por dos años.

### Vancouver Whitecaps (2014-2016)

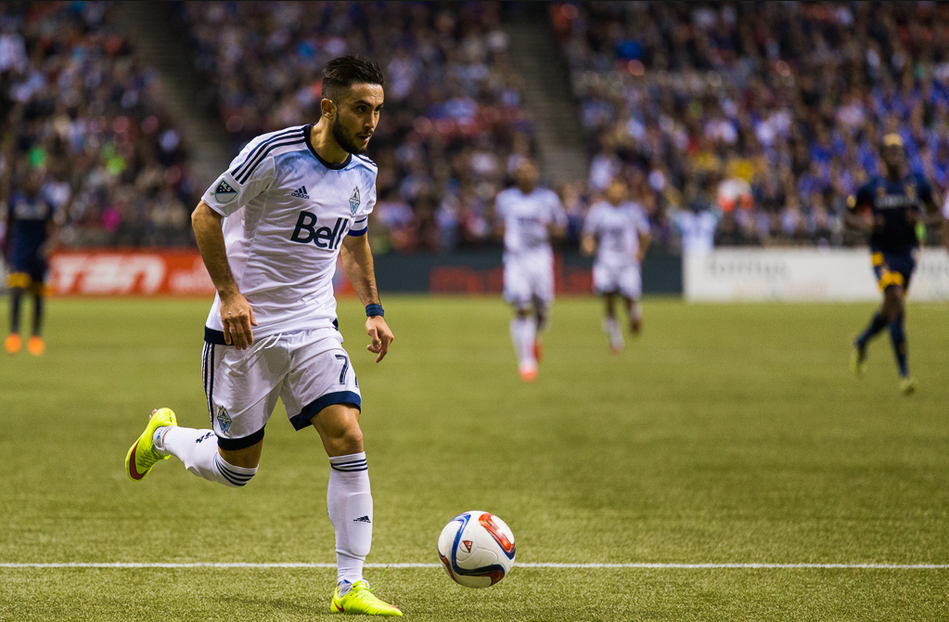
Morales jugando por Vancouver Whitecaps en 2014

El 5 de marzo de 2014 Morales ficha por los Vancouver Whitecaps FC de la Major League Soccer, por 300,000 euros. Pasa a ser el tercer Jugador de Franquicia del equipo después de Kenny Miller y Matías Laba. Cuatro días después debuta, asistiendo el tercer gol y convirtiendo el cuarto en la victoria 4-1 en el BC Place sobre los entonces campeones de la Supporters' Shield, los New York Red Bulls. Los Whitecaps finalizan quintos en la Conferencia Oeste, aunque pierden en la ronda de cuartos de final contra los FC Dallas durante los playoffs de la Copa MLS. Morales anota 10 goles en 34 partidos lo que sumado a 12 asistencias, lo lleva a ganar el premio Contratación del año de la Major League Soccer.
En la Major League Soccer 2015 los Whitecaps terminaron segundos con 53 puntos en 34 fechas detrás de FC Dallas y quedaron eliminados en los cuartos de final en los playoffs contra Portland Timbers por un global de 2-0. Morales jugó 25 partidos y convirtió 6 goles, también en ese año ganó el Campeonato Canadiense de Fútbol 2015 tras vencer a Montreal Impact por 4-2 global en la final y Morales marcó un gol en la final ida y también junto al Vancouver representaran a Canadá en la Concachampions 2015-16.
En la Major League Soccer 2016 los resultados fueron decepcionantes para el Whitecaps ya que acabaron en el 8° de 10° en la Conferencia Oeste con solo 39 puntos en 34 fechas y no pudieron clasificarse a los play-offs y Morales siguió siendo el volante creativo del equipo jugando 27 partidos de 35 posibles marcando 9 goles.
Morales dejó el Whitecaps el 7 de diciembre de 2016 siendo una de las figuras del equipo.

### Colo Colo (2017)
Tras rescindir su contrato con el Vancouver Whitecaps, fue presentando el 17 de enero de 2017 en Colo Colo, firmando un curioso contrato por solo 6 meses con la posibilidad de extenderlo a seis más, convirtiéndose en el segundo refuerzo albo de cara al Clausura 2017 y la Copa Libertadores 2017, junto a Mark González y Fernando Meza.
Debutó con los albos por la ida de la Fase 2 de la Copa Libertadores 2017 contra Botafogo en el Estadio Nilton Santos de Brasil; donde el cacique cayó 2-1 a pesar de jugar un bien compromiso, Morales debutó con el dorsal 14 albo al ingresar en el entretiempo por Ramón Fernández y tener una chance de gol que fue enviada al córner por Roberto "Gatito" Fernández, la vuelta se jugó una semana después en el Estadio Monumental y después de un flojo partido Colo-Colo empató 1-1 con los brasileños y se despidió de la Copa Libertadores.
Su primer partido como titular fue el 12 de febrero por la segunda fecha del Clausura 2017 ante Audax Italiano jugando como volante creativo "alimentando" a Andrés Vilches y Esteban Paredes, en dicho encuentro los albos golearon de local por 4-0 y Morales participó en el primer gol al asistir a Esteban Paredes para que definiera de globito sobre Nicolás Peric, salió al 60' por Ramón Fernández bajó una ovación. El 26 de febrero, anotó su primer gol con los albos en el empate 2-2 ante Deportes Temuco por la cuarta fecha del Torneo de Clausura al anotar de manera trabada tras un centro de Fernández el 2-0 parcial al 55', salió al minuto 71' por Christofer Gonzales debido a molestias musculares.
Después del partido con Temuco, Morales no volvió a jugar en mucho tiempo debido a las constantes lesiones que no lo dejaron entrenar a la par con sus compañeros. Tras recuperarse de sus problemas físicos volvió a las canchas el 30 de abril (Luego de 2 meses sin jugar) en la igualdad de local 0-0 con Palestino al ingresar al minuto 60' por Brayan Vejar. El 20 de mayo se jugó la última fecha del Torneo de Clausura, Colo-Colo se jugaba su última chance al título tras igualar a un tanto ante Antofagasta en la fecha anterior y la "U" (nuevo líder) golear por 3-0 O'Higgins en Rancagua, finalmente vencieron 3-1 al descendido Cobresal en La Serena, pero de nada les sirvió ya que la U venció por la cuenta mínima a San Luis de Quillota en el Estadio Nacional Julio Martínez Pradanos con solitario gol de Felipe Mora y así se coronaron campeones del torneo.
Jugó solo 7 partidos por el Torneo de Clausura 2017, marcando 1 solo gol en los 311' minutos que estuvo en cancha. Su estancia en Colo-Colo estuvo marcara por los buenos partidos, irregularidad y constantes lesiones que nunca le permitieron ganarse la confianza de Pablo Guede ni tampoco un puesto de titular (Nunca jugó un partido entero los 90 minutos).
Después del Clausura, Morales quedó libre pero aun así se le dio el permiso de poder entrenar junto al plantel (Sin contrato) mientras buscaba club, tras seis meses, a finales de 2017 estuvo en los planes de Guede para el Campeonato nacional 2018 y Copa Libertadores 2018 pero finalmente el club no le ofreció un contrato y Morales tuvo que buscar club.

### Universidad de Concepción (2018)
El 10 de enero de 2018 firma por Universidad de Concepción, el volante de 32 años, que estuvo sin club durante el Transición mientras se entrenó en Colo Colo, confirmó su arribo al campanil. Tras terminar el torneo en segundo lugar, Morales dejó el equipo, indicando que no tenía una buena relación con el director técnico Francisco Bozán.

### Deportes Temuco (2019)
El 13 de marzo de 2019, Morales firma por Deportes Temuco, donde jugó 5 partidos. En enero de 2020 se anunció que su contrato no fue renovado, quedando libre, por lo que en actualidad se dedica a negocios en el área inmobiliaria en Concepción, esperando alguna oferta para seguir su carrera.

## Selección nacional

### Selección Sub-20
Formó parte de la selección chilena sub-20 que disputó la Copa Mundial de la categoría el año 2005 en Holanda, selección en la que estaban Matías Fernández y Carlos Villanueva en su posición, por lo que Morales tuco pocas oportunidades de jugar.

#### Participaciones en Sudamericanos
| Competencia                 | Sede     | Resultado | Partidos | Goles |
| --------------------------- | -------- | --------- | -------- | ----- |
| Sudamericano Sub-20 de 2005 | Colombia | 4.º lugar | 6        | 1     |

#### Participaciones en Copas del Mundo
| Mundial                     | Sede         | Resultado        | Partidos | Goles |
| --------------------------- | ------------ | ---------------- | -------- | ----- |
| Copa Mundial Sub-20 de 2005 | Países Bajos | Octavos de final | 4        | 1     |

### Selección sub-23
Marcelo Bielsa lo citó para el Torneo Esperanzas de Toulon, jugado en mayo de 2008, certamen donde anotó dos goles, uno a Japón y otro a Costa de Marfil, siendo elegido como segundo mejor jugador y obteniendo el premio al mejor gol del certamen con conquista frente al combinado africano.

#### Participaciones en Torneo Esperanzas de Toulon
| Torneo                              | Sede    | Resultado  | Goles |
| ----------------------------------- | ------- | ---------- | ----- |
| Torneo Esperanzas de Toulon de 2008 | Francia | Subcampeón | 2     |

### Selección absoluta
Debutó en la selección absoluta, bajo la dirección técnica de Nelson Acosta, el 16 de mayo de 2007, jugando ante Cuba en un duelo amistoso disputado en Temuco que finalizó con triunfo chileno por 2 a 0 y donde el volante fue titular participando 60 minutos.
En 2008, con Marcelo Bielsa como entrenador nacional, disputó tres encuentros amistosos. El día 26 de enero ante Japón, siendo titular los 90'. Cuatro días más tarde, vio acción enfrentando a Corea del Sur, donde nuevamente ingresó desde el arranque, siendo reemplazado a los 90 minutos por Boris Sagredo. Finalmente, el día 7 de junio jugó 76 minutos ante Panamá en Valparaíso, duelo que finalizó en una igualdad sin goles.
Posteriormente, fue convocado para disputar la doble fecha clasificatoria de junio de 2008 ante Bolivia, en La Paz, y Venezuela, en Puerto La Cruz, los días 16 y 20 de junio, respectivamente. En ambos duelos, fue titular en el mediocampo chileno, aportando para que Chile obtuviera seis puntos en condición de visita, tras conseguir dos importantes victorias. Durante el mismo año, vio acción ante Colombia, por la Fecha 8, y frente a Ecuador, en la Fecha 9 de las Clasificatorias Sudáfrica 2010, ingresando en ambos duelos en reemplazo de Humberto Suazo.
No fue convocado para disputar la Copa Mundial de Sudáfrica 2010. Sin embargo, durante el mismo año disputó seis encuentros amistosos, anotando su primer gol a nivel absoluto el 5 de mayo ante Trinidad Y Tobago a los 2 minutos de juego. Más tarde, se hizo presente en las redes ante Emiratos Árabes Unidos y Omán, los días 9 y 12 de octubre.

#### Participaciones en Clasificatorias a Copas del Mundo
| Eliminatorias                | País      | Resultado   | Posición | Partidos | Goles |
| ---------------------------- | --------- | ----------- | -------- | -------- | ----- |
| Eliminatorias Sudáfrica 2010 | Sudáfrica | Clasificado | 2.º      | 4        | 0     |

### Partidos internacionales
Actualizado hasta el 17 de noviembre de 2010.
| 1     | 16 de mayo de 2007       | Estadio Germán Becker, Temuco, Chile                                      | Chile                  | 2-0 | Cuba              |         | Amistoso                         |
| 2     | 26 de enero de 2008      | Estadio Olímpico de Tokio, Tokio, Japón                                   | Japón                  | 0-0 | Chile             |         | Amistoso                         |
| 3     | 30 de enero de 2008      | Estadio Mundialista de Seúl, Seúl, Corea del Sur                          | Corea del Sur          | 0-1 | Chile             |         | Amistoso                         |
| 4     | 7 de junio de 2008       | Estadio Elías Figueroa Brander, Valparaíso, Chile                         | Chile                  | 0-0 | Panamá            |         | Amistoso                         |
| 5     | 15 de junio de 2008      | Estadio Hernando Siles, La Paz, Bolivia                                   | Bolivia                | 0-2 | Chile             |         | Clasificatorias a Sudáfrica 2010 |
| 6     | 19 de junio de 2008      | Estadio Olímpico Gral. José Antonio Anzoátegui, Puerto La Cruz, Venezuela | Venezuela              | 2-3 | Chile             |         | Clasificatorias a Sudáfrica 2010 |
| 7     | 10 de septiembre de 2008 | Estadio Nacional Julio Martínez Prádanos, Santiago, Chile                 | Chile                  | 4-0 | Colombia          |         | Clasificatorias a Sudáfrica 2010 |
| 8     | 12 de octubre de 2008    | Estadio Olímpico Atahualpa, Quito, Ecuador                                | Ecuador                | 1-0 | Chile             |         | Clasificatorias a Sudáfrica 2010 |
| 9     | 5 de mayo de 2010        | Estadio Tierra de Campeones, Iquique, Chile                               | Chile                  | 2-0 | Trinidad y Tobago | Anotado | Amistoso                         |
| 10    | 16 de mayo de 2010       | Estadio Azteca, Ciudad de México, México                                  | México                 | 1-0 | Chile             |         | Amistoso                         |
| 11    | 7 de septiembre de 2010  | Estadio Lobanovsky Dynamo, Kiev, Ucrania                                  | Ucrania                | 2-1 | Chile             |         | Amistoso                         |
| 12    | 9 de octubre de 2010     | Estadio Sheikh Zayed, Abu Dabi, Emiratos Árabes Unidos                    | Emiratos Árabes Unidos | 0-2 | Chile             | Anotado | Amistoso                         |
| 13    | 12 de octubre de 2010    | Estadio de la Policía Real de Omán, Mascate, Omán                         | Omán                   | 0-1 | Chile             | Anotado | Amistoso                         |
| 14    | 17 de noviembre de 2010  | Estadio Monumental, Santiago, Chile                                       | Chile                  | 2-0 | Uruguay           |         | Amistoso                         |
| Total | Total                    | Total                                                                     | Presencias             | 14  | Goles             | 3       |                                  |

## Participaciones internacionales
| Club                              | Año     | Competencia                                                              | Resultado                               |
| --------------------------------- | ------- | ------------------------------------------------------------------------ | --------------------------------------- |
| Huachipato · Chile                | 2006    | Copa Sudamericana                                                        | Fase Preliminar                         |
| Dinamo Zagreb · Croacia           | 2008/09 | Champions League Copa de Europa                                          | Tercera Fase Fase de grupos             |
| Dinamo Zagreb · Croacia           | 2009/10 | Champions League Europa League                                           | Tercera Fase Fase de grupos             |
| Dinamo Zagreb · Croacia           | 2010/11 | Champions League Europa League                                           | Tercera fase Fase de grupos             |
| Dinamo Zagreb · Croacia           | 2011/12 | Champions League                                                         | Fase de grupos                          |
| Universidad de Chile · Chile      | 2012    | Copa Libertadores Copa Suruga Bank Recopa Sudamericana Copa Sudamericana | Semifinales Subcampeón Cuartos de final |
| Vancouver Whitecaps · Canadá      | 2015/16 | Concachampions                                                           | Fase de grupos                          |
| Vancouver Whitecaps · Canadá      | 2016/17 | Concachampions                                                           | Semifinales                             |
| Colo Colo · Chile                 | 2017    | Copa Libertadores                                                        | Fase 2                                  |
| Universidad de Concepción · Chile | 2018    | Copa Libertadores                                                        | Fase 2                                  |

## Estadísticas

### Clubes
| Club                              | Div.          | Temporada     | Liga  | Liga  | Liga   | Copas nacionales | Copas nacionales | Copas nacionales | Torneos internacionales | Torneos internacionales | Torneos internacionales | Total | Total | Total  | Media goleadora |
| Club                              | Div.          | Temporada     | Part. | Goles | Asist. | Part.            | Goles            | Asist.           | Part.                   | Goles                   | Asist.                  | Part. | Goles | Asist. | Media goleadora |
| --------------------------------- | ------------- | ------------- | ----- | ----- | ------ | ---------------- | ---------------- | ---------------- | ----------------------- | ----------------------- | ----------------------- | ----- | ----- | ------ | --------------- |
| Huachipato · Chile                | 1.ª           | 2004          | 16    | 2     | 1      | —                | —                | —                | —                       | —                       | —                       | 16    | 2     | 1      | 0,13            |
| Huachipato · Chile                | 1.ª           | 2005          | 27    | 4     | 5      | —                | —                | —                | —                       | —                       | —                       | 27    | 4     | 5      | 0,15            |
| Huachipato · Chile                | 1.ª           | 2006          | 36    | 8     | 6      | —                | —                | —                | 2                       | 0                       | 0                       | 38    | 8     | 6      | 0,21            |
| Huachipato · Chile                | 1.ª           | 2007          | 19    | 4     | 6      | —                | —                | —                | —                       | —                       | —                       | 19    | 4     | 6      | 0,21            |
| Huachipato · Chile                | Total club    | Total club    | 98    | 18    | 18     | 0                | 0                | 0                | 2                       | 0                       | 0                       | 100   | 18    | 18     | 0,18            |
| Universidad de Chile · Chile      | 1.ª           | 2007          | 22    | 13    | 8      | —                | —                | —                | —                       | —                       | —                       | 22    | 13    | 8      | 0,59            |
| Universidad de Chile · Chile      | 1.ª           | 2008          | 18    | 2     | 5      | —                | —                | —                | —                       | —                       | —                       | 18    | 2     | 5      | 0,11            |
| Universidad de Chile · Chile      | 1.ª           | 2012          | 16    | 1     | 3      | 5                | 3                | 1                | 2                       | 0                       | 0                       | 23    | 4     | 4      | 0,17            |
| Universidad de Chile · Chile      | Total club    | Total club    | 56    | 16    | 16     | 5                | 3                | 1                | 2                       | 0                       | 0                       | 63    | 19    | 17     | 0,30            |
| Dinamo Zagreb · Croacia           | 1.ª           | 2008-09       | 21    | 7     | 2      | —                | —                | —                | 9                       | 1                       | 2                       | 30    | 8     | 4      | 0,27            |
| Dinamo Zagreb · Croacia           | 1.ª           | 2009-10       | 21    | 13    | 8      | 2                | 0                | 1                | 10                      | 1                       | 5                       | 33    | 14    | 14     | 0,42            |
| Dinamo Zagreb · Croacia           | 1.ª           | 2010-11       | 16    | 3     | 2      | 3                | 0                | 1                | 8                       | 0                       | 1                       | 27    | 3     | 4      | 0,11            |
| Dinamo Zagreb · Croacia           | 1.ª           | 2011-12       | 2     | 1     | 0      | 1                | 1                | 0                | —                       | —                       | —                       | 3     | 2     | 0      | 0,67            |
| Dinamo Zagreb · Croacia           | Total club    | Total club    | 60    | 24    | 12     | 6                | 1                | 2                | 27                      | 2                       | 8                       | 93    | 27    | 22     | 0,29            |
| Málaga CF · España                | 1.ª           | 2012-13       | 7     | 3     | 3      | —                | —                | —                | —                       | —                       | —                       | 7     | 3     | 3      | 0,43            |
| Málaga CF · España                | 1.ª           | 2013-14       | 15    | 1     | 0      | 2                | 0                | 2                | —                       | —                       | —                       | 17    | 1     | 2      | 0,06            |
| Málaga CF · España                | Total club    | Total club    | 22    | 4     | 3      | 2                | 0                | 2                | 0                       | 0                       | 0                       | 24    | 4     | 5      | 0,17            |
| Vancouver Whitecaps FC · Canadá   | 1.ª           | 2014          | 34    | 10    | 10     | 1                | 1                | 1                | —                       | —                       | —                       | 35    | 11    | 11     | 0,31            |
| Vancouver Whitecaps FC · Canadá   | 1.ª           | 2015          | 25    | 6     | 4      | 3                | 2                | 1                | 1                       | 0                       | 1                       | 29    | 8     | 6      | 0,28            |
| Vancouver Whitecaps FC · Canadá   | 1.ª           | 2016          | 27    | 9     | 4      | 3                | 1                | 1                | 1                       | 0                       | 0                       | 31    | 10    | 5      | 0,32            |
| Vancouver Whitecaps FC · Canadá   | Total club    | Total club    | 86    | 25    | 18     | 7                | 4                | 3                | 2                       | 0                       | 1                       | 95    | 29    | 22     | 0,31            |
| Colo-Colo · Chile                 | 1.ª           | 2017          | 7     | 1     | 1      | —                | —                | —                | 2                       | 0                       | 0                       | 9     | 1     | 1      | 0,11            |
| Colo-Colo · Chile                 | Total club    | Total club    | 7     | 1     | 1      | 0                | 0                | 0                | 2                       | 0                       | 0                       | 9     | 1     | 1      | 0,11            |
| Universidad de Concepción · Chile | 1.ª           | 2018          | 13    | 0     | 0      | 2                | 0                | 0                | 2                       | 0                       | 0                       | 17    | 0     | 0      | 0,00            |
| Universidad de Concepción · Chile | Total club    | Total club    | 13    | 0     | 0      | 2                | 0                | 0                | 2                       | 0                       | 0                       | 17    | 0     | 0      | 0,00            |
| Deportes Temuco · Chile           | 2.ª           | 2019          | 5     | 0     | 3      | —                | —                | —                | —                       | —                       | —                       | 5     | 0     | 3      | 0,00            |
| Deportes Temuco · Chile           | Total club    | Total club    | 5     | 0     | 3      | 0                | 0                | 0                | 0                       | 0                       | 0                       | 5     | 0     | 3      | 0,00            |
| Total carrera                     | Total carrera | Total carrera | 347   | 88    | 71     | 22               | 8                | 8                | 37                      | 2                       | 9                       | 406   | 98    | 88     | 0,24            |
| 1. 2. 3.                          |               |               |       |       |        |                  |                  |                  |                         |                         |                         |       |       |        |                 |

### Selecciones
| Selección      | Temporada     | Amistosos | Amistosos | Amistosos | Sudamérica | Sudamérica | Sudamérica | Mundial | Mundial | Mundial | Total | Total | Total  | Media goleadora |
| Selección      | Temporada     | Part.     | Goles     | Asist.    | Part.      | Goles      | Asist.     | Part.   | Goles   | Asist.  | Part. | Goles | Asist. | Media goleadora |
| -------------- | ------------- | --------- | --------- | --------- | ---------- | ---------- | ---------- | ------- | ------- | ------- | ----- | ----- | ------ | --------------- |
| Sub-20 · Chile | 2005          | 10        | 3         | 3         | 6          | 1          | 1          | 4       | 1       | 0       | 20    | 5     | 4      | 0,25            |
| Sub-20 · Chile | Total         | 10        | 3         | 3         | 6          | 1          | 1          | 4       | 1       | 0       | 20    | 5     | 4      | 0,25            |
| Sub-23 · Chile | 2008          | 4         | 2         | 1         | —          | —          | —          | —       | —       | —       | 4     | 2     | 1      | 0,50            |
| Sub-23 · Chile | Total         | 4         | 2         | 1         | 0          | 0          | 0          | 0       | 0       | 0       | 4     | 2     | 1      | 0,50            |
| Adulta · Chile | 2007          | 1         | 0         | 0         | —          | —          | —          | —       | —       | —       | 1     | 0     | 0      | 0,00            |
| Adulta · Chile | 2008          | 3         | 0         | 1         | 4          | 0          | 0          | —       | —       | —       | 7     | 0     | 1      | 0,00            |
| Adulta · Chile | 2009          | —         | —         | —         | —          | —          | —          | —       | —       | —       | 0     | 0     | 0      | 0,00            |
| Adulta · Chile | 2010          | 6         | 3         | 0         | —          | —          | —          | —       | —       | —       | 6     | 3     | 0      | 0,50            |
| Adulta · Chile | Total         | 10        | 3         | 1         | 4          | 0          | 0          | 0       | 0       | 0       | 14    | 3     | 1      | 0,21            |
| Total carrera  | Total carrera | 24        | 8         | 5         | 10         | 1          | 1          | 4       | 1       | 0       | 38    | 10    | 6      | 0,26            |
| 1.             |               |           |           |           |            |            |            |         |         |         |       |       |        |                 |

### Resumen estadístico
| Competición           | Partidos | Goles | Promedio | Asistencias | Promedio | GyA | Promedio |
| --------------------- | -------- | ----- | -------- | ----------- | -------- | --- | -------- |
| Primera División      | 342      | 88    | 0,26     | 68          | 0,20     | 156 | 0,46     |
| Segunda División      | 5        | 0     | 0,00     | 3           | 0,60     | 3   | 0,60     |
| Copas nacionales      | 22       | 8     | 0,36     | 8           | 0,36     | 16  | 0,73     |
| Copas internacionales | 37       | 2     | 0,05     | 9           | 0,24     | 11  | 0,30     |
| Selección absoluta    | 14       | 3     | 0,21     | 1           | 0,07     | 4   | 0,29     |
| Selección sub-23      | 4        | 2     | 0,50     | 1           | 0,25     | 3   | 0,75     |
| Selección sub-20      | 20       | 5     | 0,25     | 4           | 0,20     | 9   | 0,45     |
| Total                 | 444      | 108   | 0,24     | 94          | 0,21     | 202 | 0,46     |

### Tripletes
| Partidos en los que anotó tres o más goles | Partidos en los que anotó tres o más goles | Partidos en los que anotó tres o más goles | Partidos en los que anotó tres o más goles | Partidos en los que anotó tres o más goles | Partidos en los que anotó tres o más goles | Partidos en los que anotó tres o más goles |
| N.º                                        | Fecha                                      | Estadio                                    | Partido                                    | Goles                                      | Resultado                                  | Competición                                |
| ------------------------------------------ | ------------------------------------------ | ------------------------------------------ | ------------------------------------------ | ------------------------------------------ | ------------------------------------------ | ------------------------------------------ |
| 1                                          | 20 de agosto de 2006                       | USACH, Santiago                            | Santiago Morning - Huachipato              |                                            | 3 - 4                                      | Clausura 2006                              |
| 2                                          | 9 de noviembre de 2008                     | Maksimir, Zagreb                           | Dinamo Zagreb - Nk Croatia Sesvete         |                                            | 6 - 1                                      | Primera Liga de Croacia 2008-09            |

## Palmarés

### Títulos regionales
| Título       | Club                | País                  | Año  |
| ------------ | ------------------- | --------------------- | ---- |
| Cascadia Cup | Vancouver Whitecaps | Noroeste del Pacífico | 2014 |

### Títulos nacionales
| Título               | Club                 | País    | Año     |
| -------------------- | -------------------- | ------- | ------- |
| Prva HNL             | Dinamo Zagreb        | Croacia | 2008-09 |
| Copa de Croacia      | Dinamo Zagreb        | Croacia | 2008-09 |
| Prva HNL             | Dinamo Zagreb        | Croacia | 2009-10 |
| Supercopa de Croacia | Dinamo Zagreb        | Croacia | 2010    |
| Prva HNL             | Dinamo Zagreb        | Croacia | 2010-11 |
| Copa de Croacia      | Dinamo Zagreb        | Croacia | 2010-11 |
| Primera División     | Universidad de Chile | Chile   | 2012-A  |
| Copa Chile           | Universidad de Chile | Chile   | 2012-13 |
| Copa Voyageurs       | Vancouver Whitecaps  | Canadá  | 2015    |

### Distinciones individuales
| Distinción                                            | Año  |
| ----------------------------------------------------- | ---- |
| Mejor jugador de la temporada del Vancouver Whitecaps | 2014 |
| Goleador de la temporada del Vancouver Whitecaps      | 2014 |
| Finalista del premio "El Latino del Año" de la MLS    | 2014 |
| Mejor fichaje de la MLS                               | 2014 |